# Un palace en enfer
Un palace en enfer est un roman policier de Alice Quinn, paru en 2015. Il constitue le premier tome de la série Au pays de Rosie Maldonne.

## Résumé
Rosie Maldonne trouve dans une poubelle un gros paquet de billets de banque. Va-t-elle le garder ou non ? Elle va être mêlée à des histoires de corruption municipale, de mafia russe, tandis le bébé de sa meilleure amie disparaît. 

## Sur la série
Rosie Maldonne est un personnage archétypal, une héroïne ordinaire. Rosie vit en caravane, elle élève seule plusieurs enfants, survit grâce au RSA, et se trouve confrontée dans chaque roman à des faits divers à fond social ou drame familial. Elle a l’art de se mêler de ce qui ne la regarde pas, de mettre les pieds dans le plat et de provoquer des catastrophes qui empirent ses conditions de vie. Mais sa fraîcheur, son franc-parler, sa générosité et son courage lui permettent de se sortir des situations inextricables dans lesquelles elle s’est mise. Ses amis atypiques, son chat et ses enfants jouent des rôles importants dans la résolution de ses problèmes. Chaque roman de la série peut se lire indépendamment, car l’énigme trouve sa résolution dans l’ouvrage.

## Succès
Ce roman est devenu le numéro 1 des ventes numériques en France en 2013. Les Éditions Michel Lafon ont publié le roman au format papier en France et au Canada. Le roman, traduit sous le titre Queen of the Trailer Park par Amazon Publishing US, est devenu également un succès numérique outre-atlantique. Un clip musical façon rap de Queen of the Trailer Park a été réalisé avec DionLack.

## Avis
Pour Elle, « le personnage de Rosie Maldonne - battante et toujours positive, jolie fille mais pas seulement - séduit ».
Audrey Alwett a écrit : « Ce n’est pas souvent qu’on découvre un nouvel archétype en littérature, pourtant Rosie Maldonne est de ceux-là. (...) Rosie a un sacré franc-parler. De la chance ? De l’éducation ? Elle n’en a jamais eu. Mais – et c’est là toute la richesse du personnage – elle n’en a absolument pas conscience ! Au contraire, c’est une croqueuse de vie qui jongle comme elle peut entre son RSA et un maigre boulot au black. La vie est dure, mais elle compense par une pêche d’enfer : elle aura ses ennemis à l’usure. »

## Éditions
- Neuilly-sur-Seine : Michel Lafon, 2015, 381 p.  (ISBN 978-2-7499-2506-6) (BNF 44286799)
- Paris : France loisirs, coll. « Piments », 2015, 413 p.  (ISBN 978-2-298-10650-3) (BNF 45039282)
- Cannes : Alliage association, 2019, 400 p.  (ISBN 979-10-227-9235-6)

## Traductions
en anglais
- Queen of the Trailer Park : A Rosie Maldonne Mystery / trad. Alexandra Maldwyn-Davies. Seattle, WA : Amazon Book Crossing, 2015.  (ISBN 9781477827567)
- Version audio lue par Carly Robins. Brilliance Publishing, 10/2015. CD MP3.  (ISBN 9781511311144)

en espagnol
- Un palacio en el infierno: En el país de Rosie Maldonne / trad. Noemí Sobregués. Barcelone : Grijalbo, 09/2015, 336 p.  (ISBN 9788425353079)